# Deutsche Werkstätten

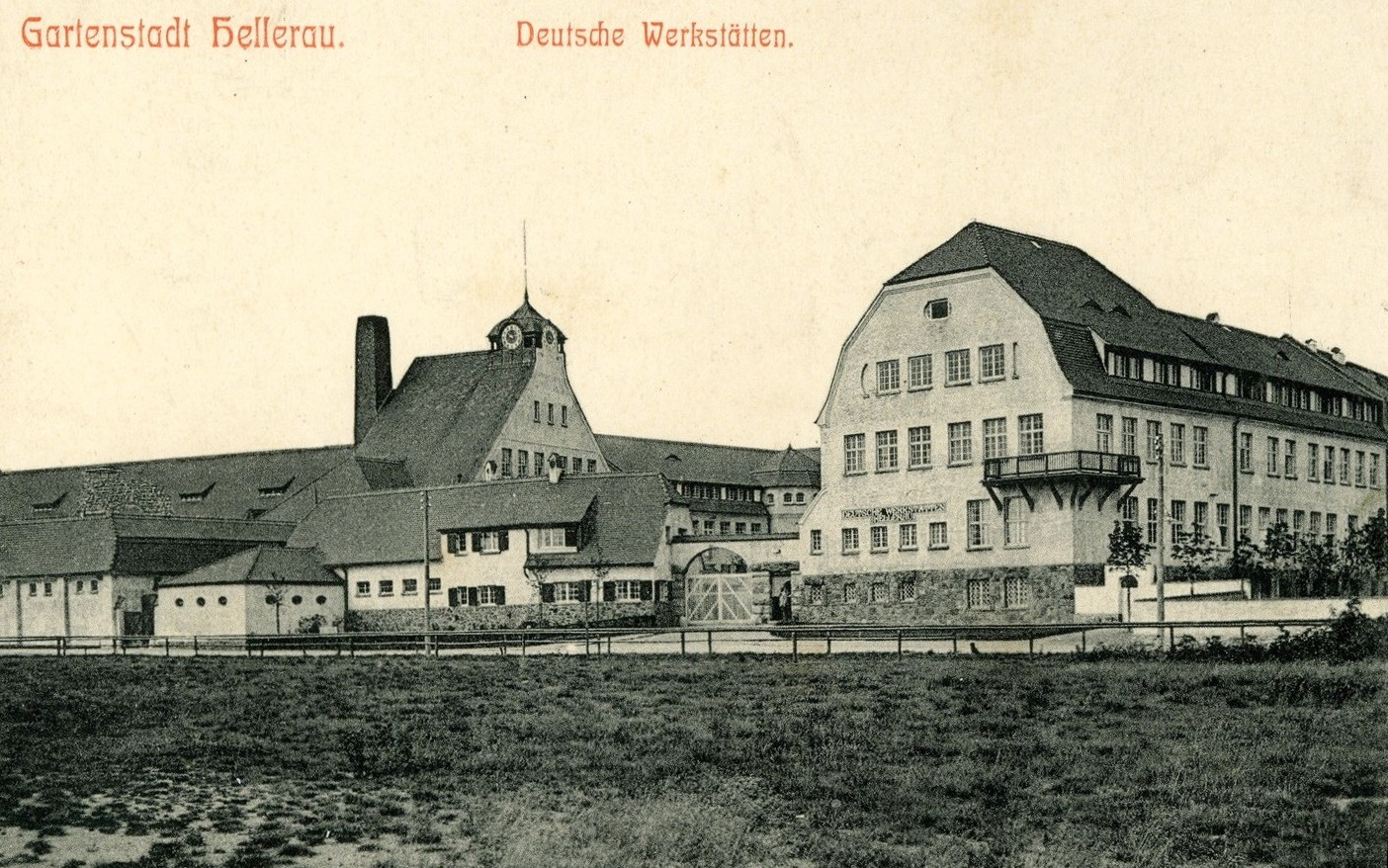
Deutsche Werkstätten, Hellerau, Dresde, 1911

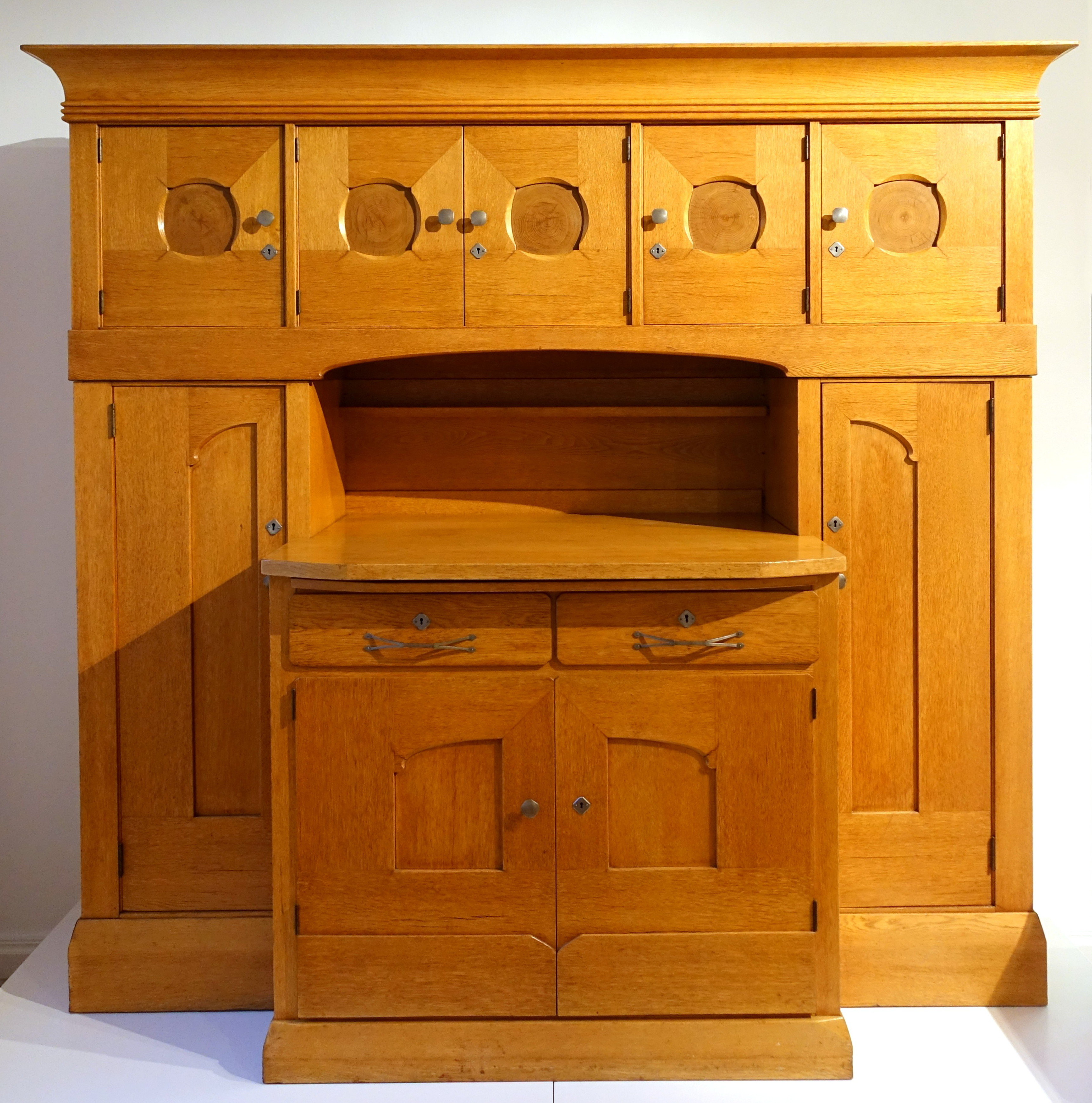
Bufete diseñado por Richard Riemerschmid en 1902, Bröhan Museum, Berlín

La Deutsche Werkstätten («Talleres alemanes») es una empresa de fabricación de muebles situada en el distrito de Hellerau de la ciudad alemana de Dresde. Fue fundada en 1898 por Karl Schmidt-Hellerau.

## Historia
El diseñador y mueblista Karl Schmidt-Hellerau fundó el 1 de octubre de 1898 los Dresdner Werkstätten für Handwerkskunst Schmidt und Engelbrecht, inspirado en la empresa Münchener Vereinigte Werkstätten für Kunst im Handwerk creada el año anterior en Múnich por Hermann Obrist, Richard Riemerschmid, Bruno Paul y Bernhard Pankok. Tomando como referente el movimiento inglés Arts & Crafts, su objetivo era poner en marcha una empresa de mobiliario de diseño basada en una estrecha relación entre artesanos, arquitectos y diseñadores. Al mismo tiempo, querían fomentar el arte autóctono alemán, para lo que se declararon libres de influencias estilísticas. Su método de fabricación era netamente industrial, por lo que los diseñadores de la Deutsche Werkstätten se encuentran entre los pioneros del diseño industrial.
Su principal contribución a la historia del mueble fue su método de producción basado en partes estandarizadas, que daría origen a los conocidos como «muebles modulares». Los primeros diseños de mobiliario modular fueron realizados por Bruno Paul en 1910, conocidos como Typenmöbel.